# Oddział specjalny: Wyspa śmierci
Oddział specjalny: Wyspa śmierci (tytuł oryg. U.S. Seals II) – amerykański film akcji klasy B z roku 2001, sequel filmu Komando Foki atakuje (1999). Łączy w sobie elementy standardowe dla filmu bitewnego z sekwencjami humorystycznymi.
Zdjęcia powstawały w Sofii w Bułgarii.
Film wyprodukowano z przeznaczeniem użytku domowego.

## Fabuła
Ratliff (Damian Chapa), sfrustrowany żołnierz Komanda Foki, przejmuje rosyjskie pociski atomowe, które zamierza wystrzelić w kierunku Stanów Zjednoczonych. Jego były kolega z oddziału U.S. Seals, a obecnie wróg – wojskowy Casey Sheppard (Michael Worth), wraz ze swoim oddziałem otrzymują zadanie zapobieżenia nuklearnej katastrofie. By ocalić Manhattan i inne amerykańskie rejony, muszą zastosować mniej konwencjonalnie metody niż zwykle.

## Obsada
- Michael Worth jako Casey Sheppard
- Damian Chapa jako Ratliff
- Karen Kim jako Kamiko/Nikki
- Kate Connor jako dr Jane Burrows
- Marshall R. Teague jako Donner
- Sophia Crawford jako Sophia
- Andy Cheng jako Arie